# Marcel Krohn
Marcel Krohn (* 15. Dezember 1968) ist ein deutscher Schauspieler, Regisseur, Intendant und Politiker. Er war von 2022 bis 2024 einer von drei gleichberechtigten Vorsitzenden der Tierschutzpartei.

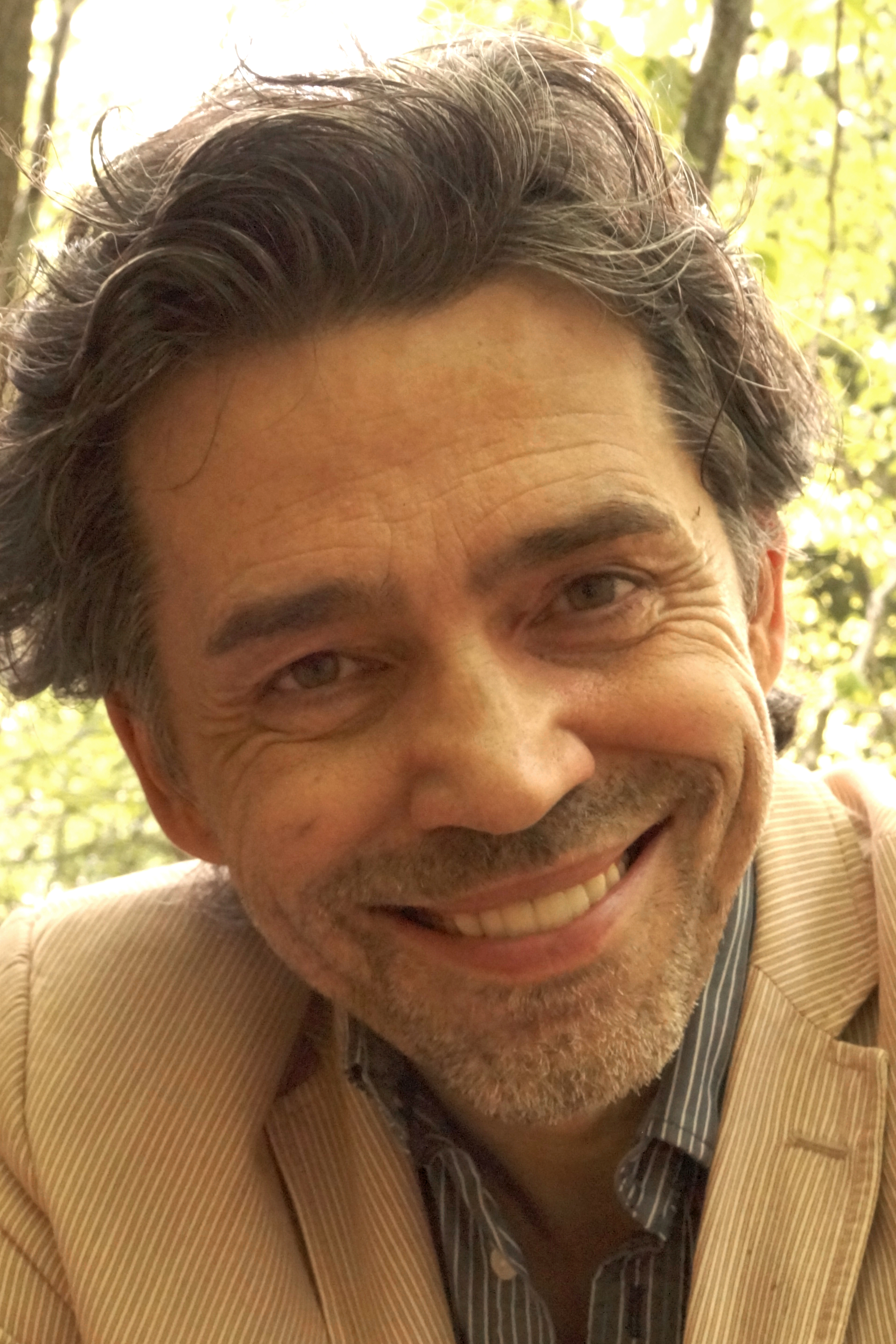
Marcel Krohn (2021)

## Leben
Krohn stammt aus dem niedersächsischen Oldenburg. Seine Ausbildung erhielt er am Bruckner Konservatorium Linz und an der Schauspiel-Akademie Zürich. Außerdem absolvierte er ein Germanistik- und Politikwissenschaft-Studium an der Fernuniversität in Hagen und der Humboldt-Universität Berlin. Mit einer Arbeit über den Dramatiker Wilhelm Nienstädt wurde er zum Dr. phil. promoviert.
Von 2002 bis 2009 leitete Krohn das Gastspieltheater „Berliner Tournee“. Von 2003 bis 2006 war er Dramaturg und stellvertretender Intendant der Landesbühne Rheinland-Pfalz mit Sitz in Neuwied. Von 2009 bis 2018 war Krohn Intendant der Clingenburg Festspiele in Klingenberg am Main. 2019 gründete er die Residenzfestspiele Eichstätt, und 2020 wurde er Geschäftsführer der Akademie für gesprochenes Wort. Außerdem ist Krohn als Übersetzer und Autor tätig.
Von 2022 bis 2024 war er einer von drei gleichberechtigten Bundesvorsitzenden der Partei Mensch Umwelt Tierschutz; auf dem entsprechenden Bundesparteitag setzte er sich in einer Kampfabstimmung gegen Matthias Ebner durch. Auf dem Bundesparteitag am 5. Oktober 2024 trat er nicht mehr an. Eine Woche später wurde er jedoch zum Bremer Landesvorsitzenden gewählt.
Seit dem Sommer 2024 ist Krohn als Dramaturg an der Landesbühne Niedersachsen Nord in Wilhelmshaven tätig. Seit Sommer 2025 ist er ebendort Chefdramaturg. Krohn ist seit 2020 Einzelmitglied der Kulturpolitischen Gesellschaft.